# Luhove, Petropavlivka
Luhove (în ucraineană Лугове) este un sat în comuna Samarske din raionul Petropavlivka, regiunea Dnipropetrovsk, Ucraina.

## Demografie
Componența lingvistică a localității Luhove
     Ucraineană (91,94%)
     Rusă (8,06%)
Conform recensământului din 2001, majoritatea populației localității Luhove era vorbitoare de ucraineană (91,94%), existând în minoritate și vorbitori de rusă (8,06%).